# Pucca角色列表
Pucca的登場人物，為韓國動畫Pucca的登場角色說明。

## 主要角色

### 布卡Pucca
15-16歲、7月7日生，故事的主人翁。性格活潑，她與廚師們經營巨龍飯店，目前在餐館裡擔任服務生，並且接訂單做外送服務，有一台馬力超強的紅色機車。雖然她本人沒有任何特別訓練卻有著超乎常人的速度、力氣、堅硬的頭殼。平時表現小鳥依人的性格，但被激怒時爆發的脾氣令人難以招架，尤其是有人要破壞她與咖魯的好事或攻擊咖魯時。
對咖魯極度著迷，總是不時向咖魯索吻。在故事中沒有任何台詞，只有少數場合會有稱呼聲和唱歌。據琪琪的說法，布卡有副甜美的嗓子。特徵是兩邊的團子髮髻，又被人稱為「麵條女孩」。

### 咖魯Garu
18-19歲、4月16日生。 咖魯是一個精通忍術、嚴厲的忍者，布卡鍾情的對象。每當布卡狂烈地向他索吻，他會不計一切逃離她的視線，雖有著堅強的毅力和體力，但仍舊不敵布卡。曾發誓不說話，也是沒有台詞的角色。
咖魯離群索居，獨自住在村外竹林內的陷阱屋。關於咖魯的身世沒人知曉，只曾經提過一個弟弟。而Tobe則經常提到雙方祖先是世仇。咖魯努力去取得一切能帶給他「榮耀」的任務和請求，事實上是因為咖魯的祖先曾為家族帶來恥辱。作為近乎完美的忍者，除了布卡外卻很少有異性對其崇拜。
儘管咖魯總是遠離布卡，他對布卡的感覺仍是個謎。在Flash動畫時代中偶而會向布卡獻殷勤，當有其他人侮辱或布卡對其不利時也會挺身而出的重要程度。不少人曾在咖魯面前直稱布卡是他的伴侶卻從不反駁，因此有一說是兩人確實是一對、只是咖魯不喜歡過於黏膩的交往。

### 央道Abyo
17歲。央道是個外向、好強、頑固的男孩，布卡等人的朋友。擅長的技能是中國功夫、使用雙節棍作為武器。平均每次登場都會秀一段破衣功、但若不能破衣則不能展現力量，常常致使自己變成笑柄。
央道非常喜好沾惹異性，常常藉由功夫炫耀想吸引女孩注意，往往功敗垂成。總沒把琪琪的好意放在心上。

### 琪琪Ching
17歲，布卡的知心好友。琪琪是個甜美、仁慈的陽光女孩，個性堅忍不拔。主要的技能是家傳劍法，擅長以雙劍進行攻擊，但缺點是她很容易分心。
琪琪非常喜歡央道，喜好他炫燿的功夫，但央道很少去注意她的感受並到處拈花惹草。琪琪仍希望能當央道的女朋友並嫁給他。每當央道遇到危險也是她發揮武力的動力來源。

### Dumpling、Ho、Linguini
巨龍飯店的三位廚師，布卡的叔叔們，以炸醬麵為該餐廳招牌菜。其中Linguini負責桿麵、Dumpling負責切菜、Ho負責烹煮。他們將烹飪視為神聖的工作，對麵條奉獻心力。 
三人事實上也是所謂的功夫高手，而他們的廚藝則是以此作為基礎。在必要的戰鬥時他們也可以利用廚具來擊退敵人。常常在故事結尾中由他們來做收尾詞。

### Santa Claus
即聖誕老人，有附肥胖的身材且非常能吃。平日居住在Suga村，除正職外又有卡車司機、醫生、經營商店等多種副業。經常是布卡追咖魯時造成各種意外犧牲的倒楣鬼。事實上曾經為名為「紅燈籠」、金盆洗手的盜賊忍者。

## 主要對手

### Tobe
20-21歲。Garu的最大對手，不計代價要除掉Garu的忍者，但往往總是因Pucca從中作梗失去與Garu對決的機會。雖然總以「復仇」之名對Garu下手，但實際上從沒提過有什麼過節。身邊有一群聽從Tobe的跟班，但他們經常會誤解Tobe的意思變成行動的累贅。
Tobe臉中央有叉型的劃記，平時總以忍者裝束掩蓋真面目，但有不少次會露出長相。

### RingRing
19歲。RingRing是個漂亮卻自私、富有的藍髮女孩，是中國傳統京劇裡的明星。經常看Pucca不順眼，而處處找她麻煩。能變成武旦的造型並利用銳利的頭髮與長袖自由伸展進行攻擊。

### Chief、Clown、Shaman
分別14、15、14歲，經常進行小型犯罪和偷竊的流浪忍者賊盜團，偶而也會和Tobe合夥。但平時與Suga村的交流屬於正常。
Chief為三人中的團長、比較理智的女性，對Tobe頗有好感。Clown是從原屬的馬戲團被踢出來的小丑，被批評不會做笑，經常痙攣和抽慉。Shaman是個能使用咒語的法師，但往往其咒語使用不當進而失敗。

### Muji
住在Suga村週遭的土匪，自稱自己的名字。對自己的鬍子非常自豪在意，並歧視其他有漂亮鬍子的人，也是他的動力和邪惡來源。Muji能創造一群能任他使喚並解體的殭屍。

### Doga
和Shaman不同、有更強大魔力且有效魔法的巫女，臉上有黑淚形狀的紋面，從眼睛可發出雷射殺傷攻擊和擒取他人。雖然背上有一把劍但很少使用。雖然是女性，但穿著大多偏向男性，讓人無法分辨。

### Lugie、Sue
奢華的美國德州觀光客夫婦。經常用錢來買到任何想買的東西。幾度來Suga村經營各種生意破壞Suga村和平，並開發能轉為巨大機器人的旅行車。

## 動物

### Mio
Garu的愛貓兼助手，平時負責幫忙和Garu一起作訓練，和Garu一樣能行使分身術。喜歡Yani，但並非常常能引起Yani青睞。和貓賊團對立。

### Yani
Pucca的愛貓，Suga村最受歡迎的貓並常常和其他異性牽扯，但實際上還是對Mio有好感。

### Won
Ching的愛雞，總是坐在Ching的頭上。據說Won所孵下的蛋具有神奇的魔力，在神雞阿萬一集中，有隻蜥蜴吃了阿萬下的蛋後變成了庫斯拉。 對Ching來說Won是不可或缺的存在。

### Yuni
RingRing的愛犬，為西施犬。常常順從RingRing做壞勾當。

### Brutus、Socrates、Napoleon
貓賊團三人組。都對Yani有好感，但得不到回報。經常在鎮上做偷竊和各種壞事。

## 其他配角

### Dada
17歲。總是倒楣運的巨龍飯店洗碗工。總是很緊張和心不在焉，導致在廚房一天到晚發生意外，例如不小心摔倒把碗碟摔碎等；但即便如此還是有一定的功夫能力在。對RingRing有好感。

### Ssoso
11歲。年輕的修行和尚，視力很差、總是閉著眼睛。態度講求心平氣和，與Abyo大相逕庭。有著很多富有哲學的至理銘言。從少林寺出身、並懷有少林寺的武功絕學。雖然能力高強，但很怕事。

### Bruce警官
Suga村的警長，時常戴著有米老鼠耳朵的警帽。Abyo的父親。說話總帶著對講機的腔調。工作守法嚴正，但生活習慣有著非常大落差地滑稽。

### Chang
烏龜拳堂的師父，Ching的父親，教導和訓練Garu等人功夫。與Bruce是好朋友。興趣是榨果汁。家裡似乎有飼養烏龜。

### 電子人偶
部份Suga村民，像是人行紙片的造型。性別照粉紅／女性、藍／男性區分。通常負責建築工和生產等工作，是人類的最佳助手。當情緒提升時，電子人偶也可以合體為電子人類。

### Destiny
Destiny是隻金色的龍，住在Suga村的瀑布洞穴。是個擅長包廂演歌和彈奏鋼琴的音樂家，性格奔放。和傳統的龍一樣能飛，但還能藉由歌吼巨大化。

### Soo仙人
Soo仙人是統治Suga村的長老，住在雲上頂端的宮殿，熟知許多道理，可以乘坐雲朵降臨人間，當有人需要天罰時便會降雷。經常在村里舉辦各種競賽。與仙女們相處時會裝成情聖的樣子取悅她們。有一個弟弟Loo仙人。 

### Soo的仙女們
與Soo仙人同住的仙女們，都非常喜歡Soo仙人。

### Turtle
一個像烏龜外貌的神祕老人，是Suga村最有智慧的存在，但失去眼鏡時就會變得無能。專門製作百發百中靈驗的詩籤餅乾。

### Hai-Tais
巨龍飯店外的石獅，可以活動。